# جيسيكا سبرينغستين
جيسيكا سبرينغستين (مواليد 30 ديسمبر 1991) هي فارسة أمريكية، حصلت على الميدالية الفضية في منافسات الفرق في أولمبياد 2020.